# Ceradenia phalacron
Ceradenia phalacron är en stensöteväxtart som först beskrevs av Robert G. Stolze, och fick sitt nu gällande namn av Alan Reid Smith. Ceradenia phalacron ingår i släktet Ceradenia och familjen Polypodiaceae. Inga underarter finns listade.